# Trump Palace Condominiums
Trump Palace Condominiums es un rascacielos de 190 metros de altura situado en 201 East 68th Street en Manhattan, Nueva York (Estados Unidos). Fue terminado en 1991 y tiene 54 plantas. El estudio Frank Williams and Associates, dirigido por el arquitecto Frank Williams diseñó el edificio, que es uno de los edificios más altos del Upper East Side.
A pesar de que su parte superior almenada recuerda a la del Chanin Building en la esquina suroeste de la calle 42 y la Avenida Lexington, no podría catalogarse como de estilo posmoderno. Consta de 277 apartamentos.
Entre sus instalaciones cuenta con portero, patio ajardinado, trasteros, terraza en la azotea, gimnasio, sala de juegos para niños, y plazas de aparcamiento.